# Najas conferta
Najas conferta är en dybladsväxtart som först beskrevs av Alexander Karl Heinrich Braun, och fick sitt nu gällande namn av Alexander Karl Heinrich Braun. Najas conferta ingår i släktet najasar, och familjen dybladsväxter. Inga underarter finns listade.